# Luz Cipriota

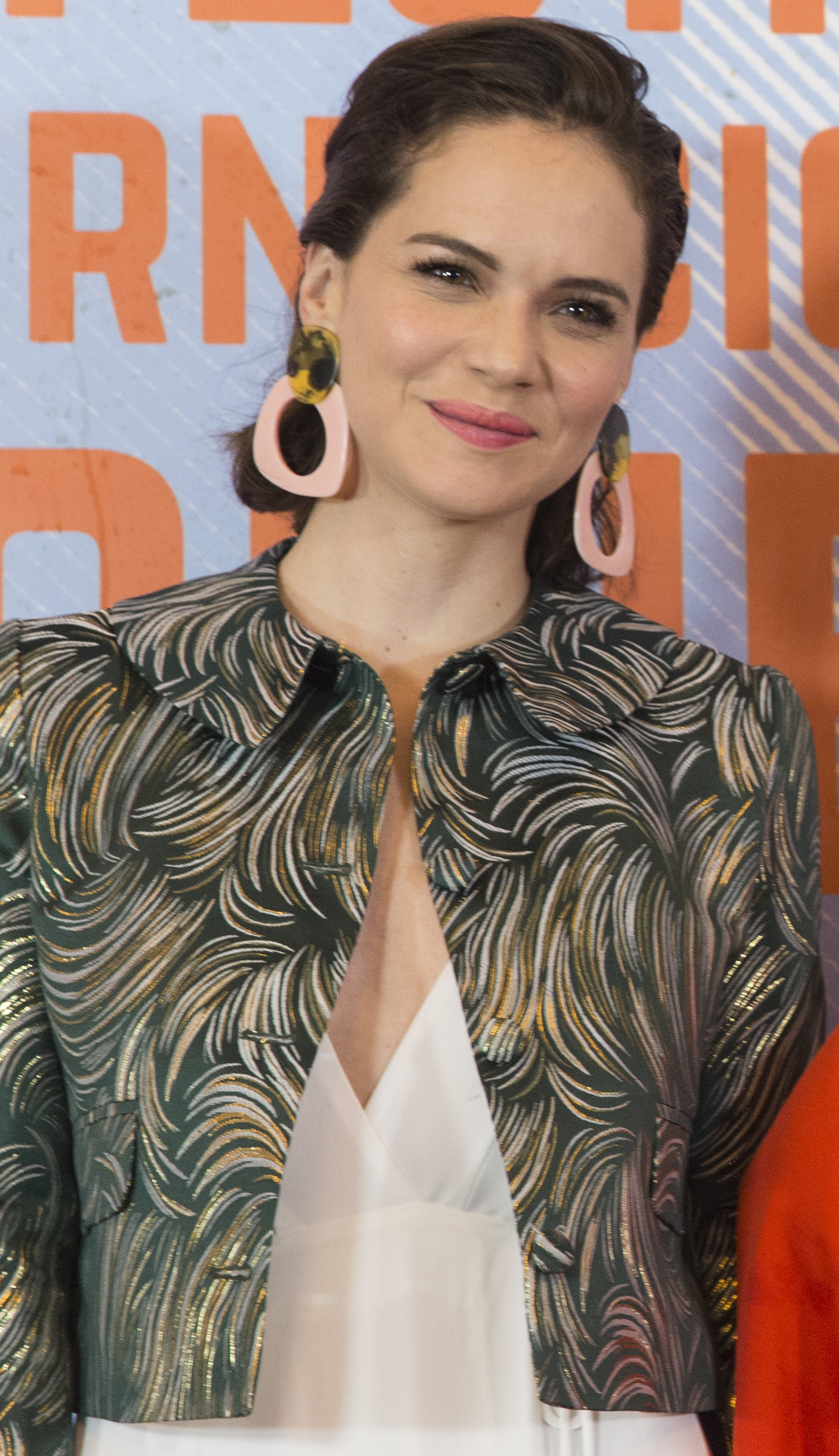
Luz Cipriota (2017)

María Luz Cipriota (* 6. September 1985 in Buenos Aires) ist eine argentinische Schauspielerin, Model und ehemalige Gymnastin.

## Leben
Luz Cipriota wurde am 6. September 1985 in Buenos Aires geboren. Ihr Bruder Jacinto Cipriota ist Baseballspieler. 2001, 2002 sowie 2004 gewann sie die argentinische Meisterschaft in rhythmischer Sportgymnastik. Sie gehörte zu den Models von Pancho Dotto und machte ihre Schauspielausbildung am Estudio Augusto Fernandes. Dort lernte sie außerdem Tanz und Gesang.
Von 2012 bis 2015 war sie in einer Beziehung mit dem Musiker Dante Spinetta. Ab 2017 war sie mit dem spanischen Schauspieler und Model Andrés Velencoso liiert. Für ihn zog sie 2018 nach Spanien, ehe sich das Paar 2019 trennte. Seit 2020 ist sie mit dem spanischen Filmschaffenden David Serrano in einer Beziehung. Die beiden wurden 2021 Eltern eines Sohnes.

## Karriere
Ab Mitte der 2000er Jahre spielte Luz Cipriota in verschiedenen Fernsehserien mit. 2008 war sie in der Fernsehserie Valentino, el argentino in insgesamt 125 Episoden in der Rolle der Anahí und 2009 in insgesamt 272 Episoden der Fernsehserie Herencia de amor in der Doppelrolle der Verónica Cabañas / Olga Acuña zu sehen. 2012 spielte sie in 172 Episoden der Fernsehserie Sos mi hombre in der Rolle der Eva Ochoa mit. Im Folgejahr war sie in 61 Episoden der Fernsehserie Los vecinos en guerra als Ana zu sehen. Von 2016 bis 2017 verkörperte sie die Rolle der Tamara Ríos in 82 Episoden der Fernsehserie Soy Luna. Im selben Zeitraum spielte sie in 12 Episoden in der Fernsehserie 2091 die Rolle der Altea. 2017 wirkte sie in der Miniserie El Maestro in 12 Episoden als Bianca Lotti mit. Von 2022 bis 2024 spielte sie in elf Episoden der Fernsehserie Élite als Roberta mit.

## Filmografie (Auswahl)
- 2006: El refugio (de los sueños) (Fernsehserie, 11 Episoden)
- 2007: Casi ángeles (Fernsehserie, Episode 1x01)
- 2007: Déficit
- 2007: Reinas Magas (Fernsehserie)
- 2008: Valentino, el argentino (Fernsehserie, 125 Episoden)
- 2008: No Polo Widow (Kurzfilm)
- 2009: Música en espera
- 2009: Histórias de Amor Duram Apenas 90 Minutos
- 2009: Herencia de amor (Fernsehserie, 272 Episoden)
- 2011: Desmadre
- 2011: Decisiones de vida (Miniserie, Episode 1x07)
- 2012: Terra ribelle (Fernsehserie, 8 Episoden)
- 2012: Sos mi hombre (Fernsehserie, 172 Episoden)
- 2013: Los vecinos en guerra (Fernsehserie, 61 Episoden)
- 2014: Naturaleza muerta
- 2014: Love Film Festival
- 2014: Coma, el amor te despierta (Miniserie)
- 2015: Socios por accidente 2
- 2016: Onda su onda
- 2016–2017: Soy Luna (Fernsehserie, 82 Episoden)
- 2016–2017: 2091 (Fernsehserie, 12 Episoden)
- 2017: El Maestro (Miniserie, 12 Episoden)
- 2018: 27: El club de los malditos
- 2018: Rubirosa
- 2019: The Weasel’s Tale (El Cuento de las Comadrejas)
- 2019: Respira: Transgenesis
- 2020: Rifkin’s Festival
- 2021: Luis Miguel – Die Serie (Luis Miguel: La Serie, Fernsehserie, 4 Episoden)
- 2022: Axiomas
- 2022: Voy a pasármelo bien
- 2022: Malos Aires
- 2022: Apagón (Fernsehserie, Episode 1x02)
- 2022: Nosotros 2036 (Podcastserie)
- 2022–2024: Élite (Fernsehserie, 11 Episoden)